# Club Korfbal Vacarisses
Club Korfbal Vacarisses is een Spaanse korfbalvereniging uit Vacarisses, in de regio Barcelona, Catalonië.

## Geschiedenis
Club Korfbal Vacarisses is een korfbalclub dat voortkomt uit een reeds opgeheven korfbalclub, namelijk l'Autònoma. L'Autònoma was een korfbalclub van 1996 t/m 2004 die in 8 jaar tijd 5 maal Spaans landskampioen werd.
In 2004 werd de Club Korfbal Vacarisses opgericht en de club speelt in de hoogste divisie korfbal in Catalonië.
Het eerste team van CK Vacarisses komt uit in de Primera Divisió.
CK Vacarisses is een voortzetting van de vereniging l'Autònoma. L'Autònoma legde vijfmaal beslag op de landstitel. De 'nieuwe' club CK Vacarisses veroverde de titel in de laatste vier seizoenen (2004-2008). In het lopende seizoen 2008-2009 heeft Vacarisses zich reeds geplaatst voor de play-offs.

## Erelijst
Club Korfbal Vacarisses
- Spaans zaalkampioen, 6x (2005, 2006, 2007, 2008, 2009, 2010)
- Spaans bekerkampioen, 4x (2005, 2006, 2008, 2009)

L'Autònoma
- Spaans zaalkampioen, 5x (1998, 1999, 2002, 2003, 2004)
- Spaans bekerkampioen, 4x (1999, 2001, 2003, 2004)